# Maurice Lacomme
Maurice Lacomme, né le 14 septembre 1897 à Bard-le-Régulier et mort le 18 mars 1986 à Paris, est un obstétricien français. Il fut professeur de clinique obstétricale à la Faculté de médecine de Paris, titulaire de la Chaire de la maternité de Port-Royal en 1950 et de celle de Baudelocque en 1957.

## Début de carrière
Issu d'une famille de magistrats, Maurice Lacomme a effectué ses études secondaires à Autun, puis à Dijon. En 1920, il entre à la Faculté de Médecine de Paris où il est l'externe du neurologue Achille Souques et de l'obstétricien Julien Potocki. 
De 1922 à 1926, il est successivement l'interne des docteurs Louis Devraigne, de Pierre Descomps, du pédiatre néonatologue Louis Ribadeau-Dumas, du chirurgien Jean Louis Faure puis de l'obstétricien Alexandre Couvelaire, qui dirigeait la maternité Baudelocque. Ce dernier nomme Maurice Lacomme Chef de clinique en 1926. 
En 1926, il soutient sa thèse sur les relations entre tuberculose et la grossesse, y révélant le redoutable pronostic vital maternel atteignant 39 % de mortalité l'année suivant l'accouchement. En 1930, il est nommé accoucheur des hôpitaux.
Il étudie la tuberculose congénitale par passage transplacentaire du bacille et, en 1936, il participe à des travaux sur l'utilisation du BCG. Il réalise également des travaux sur les malformations utérines, sur l'alimentation de la femme enceinte, sur les utérus cicatriciels, sur l'hématome rétro-placentaire et sur la lutte contre l'infection puerpérale avec l'introduction du Rubiazol.
Il est agrégé en 1933. Il est nommé Chef de service à la maternité Saint-Antoine en 1942.
En 1948, il apporte la description princeps de l'insuffisance isthmique. Il étudie les indicateurs susceptibles d'annoncer l'anomalie de la grossesse.
Maurice Lacomme est nommé Titulaire à la Chaire de la maternité de Port-Royal en 1950. Il eut pour internes Claude Sureau et Michel Klein.
Le 27 avril 1950, il présente devant la Commission de la Maternité du conseil permanent de l'Hygiène sociale un projet de création d'un grand institut de recherche sur les problèmes périnatals qui regrouperait gynécologues, pédiatres, biologistes et épidémiologistes. Projet qui n'aboutira pas.
En 1957, il est nommé Titulaire à la Chaire de la maternité de Baudelocque.

## Évolution de carrière
En 1960, il indique dans son ouvrage Pratique obstétricale que l'état des nouveau-nés est à l'accoucheur ce que sont les suites opératoires au chirurgien et précise que l'accouchement optimum est celui qui s'effectue avec le minimum de puissance. 
Citant notamment les travaux du docteur Roberto Caldeyro-Barcia, il décrit les effets mécaniques de la contraction utérine à la fois sur la circulation placentaire, produisant une anoxhémie passagère, ainsi que sur le fœtus, comprimant son crâne directement par sa pression propre et indirectement en le poussant comme un pilon sur des tissus résistants, surtout après la rupture des membranes.
En 1962, il décrit l'instabilité de la symphyse pubienne résultant d'une distension des articulations sacroiliaques et d'une atteinte des ligaments et des tendons au cours de la grossesse, entraînant une douleur qui en est le symptôme principal. La pathologie est alors nommée Syndrome de Lacomme.
Il prend sa retraite en 1967 et décide de disparaître de toutes les manifestations obstétricales, affirmant à ses élèves se sentir dépassé par les évènements.
En 1973, il prononce à l'Académie nationale de médecine un discours sur l'œuvre de Pasteur dans le domaine obstétrique. 
À l'occasion du centenaire de la première thèse de doctorat soutenue à Paris par une femme, Madeleine Brès, Maurice Lacomme rend hommage aux premières femmes médecins par un discours lors de la séance du 9 décembre 1975 de l'Académie nationale de médecine.
Il décède le 18 mars 1986. Le professeur Claude Sureau lui rend hommage dans le Bulletin de  l'Académie nationale de médecine.

## Distinctions
En 1946, il fut le Secrétaire général de la Fédération des gynécologues et obstétriciens de langue française, dont il fut élu Président en 1968.
Le 22 novembre 1955, il est nommé membre de l'Académie nationale de médecine, puis en fut le président élu en 1975. Le 28 janvier 1986, il est nommé membre émérite.
Il a été nommé correspondant étranger de l'Académie royale de médecine de Belgique.
Maurice Lacomme a été décoré commandeur de la Légion d'honneur.

## Œuvre scientifique

### Publications
- 1926 : Une maternité pour tuberculeuses annexée à la clinique Baudelocque : organisation, fonctionnement, résultats de 1921 à 1925, Edition Louis Arnette. Bibliothèque Nationale de France (lire en ligne).
- 1926 : Contribution à l'étude de la myopathie primitive progressive chez les animaux, Villefranche : impr. du Réveil du Beaujolais. Bibliothèque Nationale de France (lire en ligne).
- 1950 : Traitement des états de dénutrition par un protéolysat de levure administré par voie rectale, Edition Paris Bishop et fils. Bibliothèque Nationale de France (lire en ligne).
- 1960 : Pratique obstétricale, Edition Masson. Bibliothèque Nationale de France (lire en ligne)
- 1973 : L'accouchement à travers les siècles.

### Collaborations
- 1920 : Les causes de la mortalité des dix premiers jours de la vie : les moyens de l'abaisser. En collaboration avec les docteurs A.Couvelaire et P.Lereboullet, WorldCat (lire en ligne)
- 1926 : Transmission intra-utérine du virus tuberculeux de la mère à l'enfant. En collaboration avec les docteurs A.Calmette et J.Valtis. Edition Masson. Bibliothèque Nationale de France (lire en ligne)
- 1928 : Tuberculose congénitale chez un nouveau-né extrait par opération césarienne au cours de l'évolution d'une méningite tuberculeuse chez la mère. En collaboration avec les docteurs A. Couvelaire et J. Valtis. Edition Georges Carré et C. Naud. WorldCat (lire en ligne)
- 1929 : Sur la présence de l'ultravirus tuberculeux dans le liquide amniotique d'un œuf extrait par hystérectomie d'une femme atteinte de tuberculose pulmonaire. En collaboration avec les docteurs A. Calmette, A. Couvelaire, J. Valtis et A. Saenz. Edition Masson. WorldCat (lire en ligne)
- 1931 : L'état actuel de nos connaissances sur l'hérédité de la tuberculose : modalités, conséquences médico-sociales. En collaboration avec le docteur A. Couvelaire. Paris : La médecine (février 1931). WorldCat (lire en ligne)
- 1950 : Un bébé va naitre. Vous voulez un bébé beau et sain ? En collaboration avec les docteurs M.Lelong et A.Rossier. Paris : Société nouvelle des éditions de la natalité française. Bibliothèque Nationale de France (lire en ligne).
- 1955 : Les Bacilles de Koch incomplètement évolués dans l'infection tuberculeuse. En collaboration avec les docteurs L.Nègre, J.Bretey et J.Grasset. Edition Masson. Bibliothèque de France (lire en ligne)
- 1958 : Les moyens d'investigation en gynécologie. En collaboration avec les docteurs B.Jamain, R.Musset, G.Le Lorier et B.Schramm. Les feuillets du praticien. Bibliothèque Nationale de France (lire en ligne)

### Préfacier
- 1956 : La Fonction ovarienne et son exploration, histogenèse, histophysiologie, chimie des hormones ovariennes, techniques d'exploration. Par Roger Vokaer. Edition Masson. Bibliothèque Nationale de France (lire en ligne).
- 1957 : Les méthodes psychosomatiques d'accouchement sans douleur. Par Léon Chertok. L'Expansion scientifique. Bibliothèque Nationale de France (lire en ligne)